# Mạnh Tiết
Mạnh Tiết (chữ Hán: 孟節, bính âm: Meng Jie) còn gọi là Vạn An ẩn giả là một nhân vật hư cấu trong tiểu thuyết lịch sử Tam Quốc diễn nghĩa của nhà văn La Quán Trung. Trong tiểu thuyết này, Mạnh Tiết xuất hiện tại Hồi thứ 89 và được giới thiệu là một ẩn sĩ, anh trai của Man Vương Mạnh Hoạch, Mạnh Tiết đã giúp đỡ cho quân Thục Hán trong cuộc chinh phạt vào vùng Nam Trung.

## Tiểu sử
Theo La Quá Trung thì gia đình Mạnh Hoạch có ba anh em trai, người thứ hai là Mạnh Hoạch, là tay cự phách và làm Man vương có thế lực nhất vùng Nam Trung, Mạnh Hoạch đã dẫn quân nổi loạn chống lại quân Thục ở phía Nam. Mạnh Ưu là em út, là người luôn ủng hộ và đoàn kết với Mạnh Hoạch trong cuộc chiến tranh với Thục. Mạnh Tiết là anh cả, vốn là người hâm mộ văn hóa Hán và bất mãn với Mạnh Hoạch vì không tuân vương hóa nên đã bỏ đi làm ẩn sĩ.
Mạnh Tiết được mô tả là người đội nón nan, đeo dép cỏ, áo bào trắng, dây lưng thâm, mắt biếc, tóc vàng, là ẩn sĩ sống ở khe núi Vạn An (từ con sông câm đi thẳng mé tây vài dặm, có một hang núi, vào trong hang đi hai mươi dặm nữa, đến một cái khe, gọi là khe Vạn An). Mạnh Tiết được giới thiệu là một cao sĩ, gọi là Vạn An ẩn giả và đã vài mươi năm nay, Mạnh Tiết không rời khỏi khe Vạn An (sống cùng với một tiểu đồng). Nơi Mạnh Tiết sống có thông to, bách cổ, trúc lạ, hoa thơm, rườm rà xung quanh một khu nhà, sau bức rào, có mấy gian nhà tranh, mùi hoa ngào ngạt. Đặc biệt là sau nhà Mạnh Tiết có một cái suối, gọi là suối An Lạc, ai trúng phải độc, uống nước suối ấy khỏi lập tức, hoặc người nào sinh ghẻ, nhiễm phải chướng khí, tắm nước suối ấy tự nhiên không việc gì. Trước nhà thì có một thứ cỏ gọi là giới diệp vân hương, ngậm lá cỏ ấy trong mồm, thì chướng khí không nhiễm vào được.

## Giúp đỡ quân Thục
Khi quân Thục bị trúng độc do uống phải nước suối câm ở chỗ của Đóa Tư đại vương, có người chỉ điểm, Khổng Minh đem hương hoa lễ vật dẫn Vương Bình và những quân câm, theo lời thần chỉ, lần mò kéo đi, vào một hang núi, đi hai mươi dặm nữa, thì thấy căn nhà của Mạnh Tiết. Mạnh Tiết hớn hở chào hỏi và mời vào nhà chơi. Khổng Minh xin Mạnh Tiết rộng lượng cho ít nước thần, để cứu vớt cái sống thừa của ba quân.
Mạnh Tiết nói: "Lão phu là người quê kệch ở chốn núi rừng, thừa tướng lọ phải uổng công đến đây. Suối này ở ngay sau nhà, xin cứ việc ra mà uống" rồi sai tiểu đồng đưa Vương Bình và quân lính ra suối lấy nước. Uống xong, quân lính đều liền thổ ra dãi độc, rồi nói được ngay. Tiểu đồng lại đưa cả bọn đến khe Vạn An tắm táp.
Mạnh Tiết ở trong nhà pha chè hạt bách, thiết đãi Khổng Minh, và báo với Khổng Minh rằng ở xứ này lắm giống rắn dữ, rết độc, hoa liễu bay vào trong khe, nước không sao uống được, phải đào giếng mới xong. Khổng Minh xin hỏi tên họ. Thì Mạnh Tiết báo tên và tự giới thiệu là anh ruột Mạnh Hoạch. Đồng thời tâm sự với Khổng Minh về gia đình của mình và cho biết "hai em tôi cứng đầu, cứng cổ, không tuân vương hóa. Tôi can bảo chúng nó không nghe, nên phải đổi tên, ẩn dật ở đây. Nay em tôi làm phản, để thừa tướng phải khó nhọc, đến xứ bất mao này, tội tôi thật đáng muốn chết nên xin thú tội với thừa tướng trước".
Khổng Minh khen rằng "Thế mới biết việc Đạo chích với Liễu Hạ Huệ thời nay cũng có" và đề nghị với Mạnh Tiết sẽ tâu với thiên tử cử ông này lên làm vua xứ Nam Man nhưng Mạnh Tiết từ chối vì ghét công danh, nên trốn ra đây, còn bụng nào tham phú quý nữa. Khổng Minh bèn lấy vàng lụa ra tạ. Mạnh Tiết cố từ chối không chịu lấy. Khổng Minh cảm phục, từ biệt ra về.
Sau này có thơ khen rằng:
Thảnh thơi trong một túp lều tranh,
Suối mát, hoa thơm, cảnh cũng thanh,
Cổ thụ um tùm, người vắng ngắt,
Hãy còn khói biếc khóa non xanh.